# دهستان هلیساد
دهستان هُلوسعد (به لری: هِلیساد) در بخش میانکوه از توابع شهرستان اردل در استان چهارمحال و بختیاری قرار دارد.

## موقعیت جغرافیایی
مرکز این دهستان روستای ده کهنه هلو سعد می‌باشد که در فاصله ۱۵۰ کیلومتری از شهرکرد مرکز استان؛ در فاصله ۸۰ کیلومتری از اردل مرکز شهرستان، و ۵ کیلومتر تا مرکز بخش میانکوه یعنی شهر سرخون قرار دارد. همچنین این دهستان در فاصلهٔ ۷۰ کلیومتری از شهرهای دهدز، لردگان و ناغان قرار دارد. این منطقه از جنوب شرقی با منطقه ارمند از شهرستان خانمیرزا، از شمال با منطقه مشایخ، از غرب با دهستان مرکزی میانکوه -سرخون- و از جنوب با دریاچه کارون۴ و منطقه بارز لردگان همسایگی دارد.

## آب و هوا
این منطقه دارای آب و هوای مدیترانه‌ای است که زمستانهای نه چندان سرد و برفگیر در ارتفاعات و تابستانهای نسبتاً گرم دارد. پس از آبگیری دریاچه سد کارون ۴ که در جنوب غربی هلوسعد قرار دارد، این منطقه تابستان‌های با رطوبت بالاتری را تجربه می‌کند.

## مردم
مردم دهستان هلوسعد از قوم لُــر ، ایل بخـتیـاری ، هـفت لـنگ ، باب بهداروند(بختیاروند) ،جـانکی سـردسـیر ، طایفه هلیسـادی
هستند. که در گذشته با نام (هلی سعد) در سنگ نبشته‌ها و قباله جات و بردشیرها استفاده شده است.
هلوسعد مکانی است که سابقه سکونت در آن بیش از دوره آهن است. نشانه‌های زیادی از قبیل سنگ قبرهای گبری، زرتشتی، بردگوری … وجود دارد.

## روستاها
روستاهای منطقهٔ هلیساد عبارت‌اند از: دهکهنه - ملکشیر - وره زرد- سره زرد - تولدان - دره قحطی - سرمازه - سربنه - کنمی - قاییدان - چلدان- شیاسی - کاهیدان -باباحمزه -آبتلخک - رفن - شهرک کاظمیه - سردشت -وقفی -قلعه مدرسه -توله دان. برتشتان
این منطقه دارای ۱۶ روستا می‌باشد.

## جاذبه‌های گردشگری
- کوه بزیمنی
- امامزاده سید نور الدین
- امامزاده قاسم
- امامزاده جعفر
- مادر دختر رفن
- زینب خاتون
- شاه جمشید
- حاشیه رودخانه کارون
- سد کارون ۴
- بزرگ‌ترین پل قوسی خاورمیانه